# 九四式水上偵察機
九四式水上偵察機（九四式）是日本川西重工為了擊敗愛知飛行社而設計，並於1934年取得"七試三座水上偵察機"的項目合同。

## 設計特點
九四式為雙翼和雙浮舟水上飛機，機身和機翼採用鋁合金製骨架，外覆帆布，而浮舟則由硬鋁製造，為了減少風阻，其發動機冷卻器和防衛機槍座都被設計成可收放式。九四式的早期型E7K1採用水冷式發動機，而後期型的E7K2改為風冷式。此機於1933年2月試飛時，雖然速度仍達不到軍方要求，但已超過當時其他日本水上偵察機，而且在穩定性和續航力方面都表現良好。

## 基本資料（E7K2）
- 乘員：3 人（駕駛，觀察員和後部機槍手）
- 機長：11.4 米
- 翼展：14 米
- 高度：4.74 米
- 空重：2,100 公斤
- 最重：3,300 公斤
- 最快速度：239 公里/小時
- 續航力：2,200 公里
- 昇限：7,060 米
- 發動機：三菱瑞星一二型風冷式發動機（870匹馬力）
- 武裝：機頭一挺7.7毫米口徑機槍+機尾兩挺7.7毫米口徑機槍+120公斤炸彈

## 實戰利用

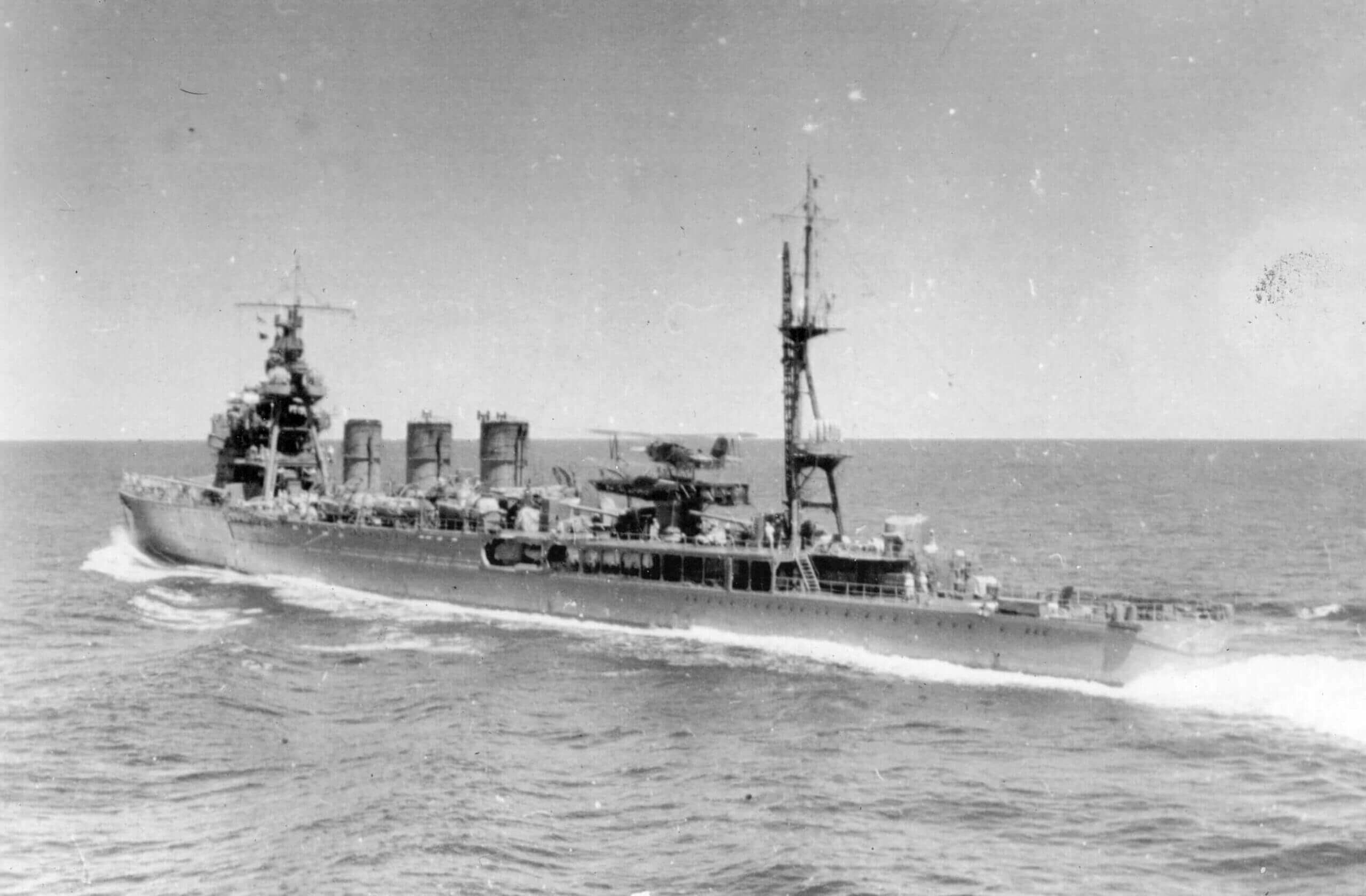
輕巡洋艦阿武隈號上的九四式水上偵察機

九四式從1935年開始成為日本海軍主力的水上偵察機，廣泛用於水上飛機母艦和巡洋艦，或作為海軍基地的偵察機。中日戰爭時也用於中國戰場，當太平洋戰爭爆發後也轉戰南洋戰場，甚至隨著輕巡洋艦阿武隈號來到阿拉斯加去參加阿留申群島戰役。1943年後漸淡出戰場前線，但在海軍基地仍保留一定數目去從事巡邏，反潛和為船隊護航等任務，在戰爭後期也作為自殺特攻機。

## 使用國家
- 日本